# Seleção Bósnia de Futebol
A Seleção Bósnia de Futebol representa a Bósnia e Herzegovina em competições internacionais de futebol e é governado pela Associação de Futebol da Bósnia e Herzegovina. Até 1992, a seleção era representada pela Seleção da Iugoslávia nos jogos internacionais. Disputou a Copa do Mundo FIFA de 2014, a primeira de sua história, sendo eliminada na primeira fase.
A equipe nacional participou de vários outros playoffs (sistema de mata-mata) de qualificação, incluindo a derrota dos playoffs da Copa do Mundo FIFA de 2010 para Portugal e os playoffs de qualificação para o Campeonato Europeu de Futebol de 2012 e o Campeonato Europeu de Futebol de 2016, perdendo para Portugal e República da Irlanda, respectivamente, impedindo a equipe de participar no seu primeiro Campeonato Europeu de Futebol.
A seleção possui dois estádios em que mandam os seus jogos, sendo: o Stadion Grbavica (Sarajevo) e o Estádio Bilino Polje (Zenica). A melhor colocação no ranking mundial da FIFA que a seleção alcançou foi o 13º lugar, alcançado em agosto de 2013.

## História
A Bósnia e Herzegovina tem visto um aumento constante de suas fortunas no cenário internacional do futebol recentemente. Historicamente, a Bósnia, um país dividido e dividido em guerra, conseguiu várias participações nos playoffs e se classificou para uma Copa do Mundo FIFA. Mais frequentemente, a equipe produz resultados sólidos em eliminatórias e desafios para um primeiro lugar.
De 1920 a 1992, os jogadores se juntaram a Iugoslávia, mas após o início da Guerra da Bósnia e a subsequente independência, uma nova nação do futebol surgiu das cinzas. No período inicial, a Bósnia e Herzegovina teve que esperar até as eliminatórias da Copa do Mundo FIFA de 1998 para competir por um lugar em uma grande competição. A Bósnia terminou em quarto lugar em um grupo que incluía Grécia, Dinamarca, Croácia e Eslovênia. Posteriormente, seguiu-se um desapontamento com as campanhas sem brilho nas eliminatórias do Campeonato Europeu de Futebol de 2000 e na Copa do Mundo FIFA de 2002. Este período inicial foi seguido pela Bósnia chegando muito perto de se classificar diretamente para sua primeira grande competição, o Campeonato Europeu de Futebol de 2004, perdendo por pouco um único gol contra a Dinamarca.
A Bósnia não conseguiu classificar as eliminatórias da Copa do Mundo FIFA de 2006, apesar de estar invicta em casa, e as eliminatórias do Campeonato Europeu de Futebol de 2008, que viram sua má forma em casa custar-lhes. A Bósnia e Herzegovina posteriormente perdeu duas vezes nos playoffs para Portugal, primeiro por 2-0 no agregado nos playoffs da Copa do Mundo FIFA de 2010 e depois por 6-2 no agregado nos playoffs do Campeonato Europeu de Futebol de 2012.

## Desempenho em Eurocopas
- 1960 até 1992 - como parte da Jugoslávia
- 1996 - não pode entrar
- 2000 até 2020 - não se classificou

## Desempenho em Copas do Mundo
- 1930 até 1990: como parte da Jugoslávia
- 1994 - não pode entrar
- 1998 até 2010 - não se classificou
- 2014 - eliminada na 1ª Fase
- 2018 até 2022 - não se classificou

## Títulos
- Copa Kirin: 1 (2016)

## Recordes de Jogadores
| # | Nome               | Carreira  | Partidas | Gols |
| - | ------------------ | --------- | -------- | ---- |
| 1 | Edin Džeko         | 2007–     | 133      | 65   |
| 2 | Miralem Pjanić     | 2008–     | 115      | 17   |
| 3 | Emir Spahić        | 2003–     | 92       | 6    |
| 4 | Zvjezdan Misimović | 2004–2014 | 84       | 25   |
| 5 | Vedad Ibišević     | 2007–2017 | 82       | 28   |

| # | Nome               | Carreira  | Gols | Partidas |
| - | ------------------ | --------- | ---- | -------- |
| 1 | Edin Džeko         | 2007–     | 65   | 133      |
| 2 | Vedad Ibišević     | 2007–2017 | 28   | 82       |
| 3 | Zvjezdan Misimović | 2004–2014 | 25   | 84       |
| 4 | Elvir Bolić        | 1996–2006 | 22   | 51       |
| 5 | Sergej Barbarez    | 1998–2006 | 17   | 48       |